# 684
684（六百八十四、ろっぴゃくはちじゅうよん、ろっぴゃくはちじゅうし）は自然数、また整数において、683の次で685の前の数である。

## 性質
- 684は合成数であり、約数は1, 2, 3, 4, 6, 9, 12, 18, 19, 36, 38, 57, 76, 114, 171, 228, 342, 684である。
  - 約数の和は1820。
  - 166番目の過剰数である。1つ前は680、次は690。
  - 約数を18個もつ10番目の数である。1つ前は612、次は700。
- 162番目のハーシャッド数である。1つ前は666、次は690。
  - 18を基とする12番目のハーシャッド数である。1つ前は666、次は738。
- 684 = 22 × 32 × 19
  - 3つの異なる素因数の積で p 2 × q 2 × r の形で表せる9番目の数である。1つ前は612、次は700。(オンライン整数列大辞典の数列 A179643)
- 1辺が37と684の直角三角形は685の斜辺になる。
- 684 = 53 + 63 + 73
  - 3連続整数の立方和となる数である。1つ前は405、次は1071。
  - 3つの正の数の立方数の和1通りで表せる87番目の数である。1つ前は664、次は687。(オンライン整数列大辞典の数列 A025395)
  - 異なる3つの正の数の立方数の和1通りで表せる44番目の数である。1つ前は664、次は701。(オンライン整数列大辞典の数列 A025399)
  - n = 3 のときの 5n + 6n + 7n の値とみたとき1つ前は110、次は4322。(オンライン整数列大辞典の数列 A074571)
- 684 = 22 + 22 + 262 = 22 + 142 + 222 = 62 + 182 + 182 = 102 + 102 + 222
  - 3つの平方数の和4通りで表せる76番目の数である。1つ前は661、次は690。(オンライン整数列大辞典の数列 A025324)
- 684 = 22 + 142 + 222
  - 異なる3つの平方数の和1通りで表せる145番目の数である。1つ前は676、次は712。(オンライン整数列大辞典の数列 A025339)
- n = 684 のとき n と n − 1 を並べた数を作ると素数になる。n と n − 1 を並べた数が素数になる72番目の数である。1つ前は670、次は690。(オンライン整数列大辞典の数列 A054211)
- 684 = 6! − 62
  - n = 6 のときの n! − n 2 の値とみたとき1つ前は95、次は4991。(オンライン整数列大辞典の数列 A005008)
- 684 = 282 − 100
  - n = 28 のときの n 2 − 100 の値とみたとき1つ前は629、次は741。(オンライン整数列大辞典の数列 A120071)
- 約数の和が684になる数は7個ある。(294, 370, 454, 539, 565, 629, 683) 約数の和7個で表せる2番目の数である。1つ前は240、次は744。
- 各位の和が18になる27番目の数である。1つ前は675、次は693。

## その他 684 に関連すること
- 684年はハレー彗星の周年。日本書紀にハレー彗星の記録（日本最古）。
- 紀元前684年
- IBC岩手放送のラジオ親局（盛岡）、大船渡、久慈、岩泉の各局およびNHK長崎放送局のラジオ第1放送親局の周波数は684kHz。
- IBC岩手放送が所有するラジオカー。（→参照）
- カヴァラ (USS Cavalla, SSN-684) は、アメリカ海軍の原子力潜水艦。
- なおしま (JS Naoshima, MSC-684) は、海上自衛隊の掃海艇。
- マレーシア航空684便着陸失敗事故
- 684部隊